# Latin American Table Tennis Union
De Latin American Table Tennis Union, Spaans: Unión Latinoamericana de Tenis de Mesa (LATTU/ULTM), is een sportbond in Latijns-Amerika voor tafeltennis. De unie is gevestigd in de stad Belize in het gelijknamige land en werd opgericht op 31 augustus 1973. De unie is aangesloten bij de International Table Tennis Federation. Een van haar leden is de Surinaamse Tafeltennis Bond.